# Гармонический сигнал
Гармонический сигнал — это гармонические колебания, со временем распространяющиеся в пространстве, которые несут в себе информацию или какие-то данные и описываются уравнением:
{\displaystyle y=A\cos(\omega t+\varphi _{0})}
где А — амплитуда сигнала;
{\displaystyle \varphi =\omega t+\varphi _{0}} — фаза гармонического сигнала;
{\displaystyle t} — время;
{\displaystyle \omega } — циклическая частота сигнала;
Тем не менее, часто используют комплексную запись сигнала:
{\displaystyle y=A\exp[j(\omega t+\varphi _{0})]}
Модель гармонического сигнала используется при разложении сигналов в тригонометрический ряд Фурье.